# جناح راه امپراتور

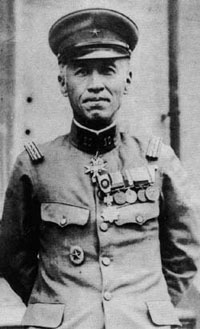
توشوشیرو اوباتا، یک ژنرال در جنگ جهانی دوم

جناح راه امپراتور یا کُودُوها (به ژاپنی: 皇道派 Kōdōha) یک جناح سیاسی در داخل ارتش سلطنتی ژاپن بود که در دههٔ ۱۹۲۰ و ۱۹۳۰ فعالیت می‌کرد. این جناح از افسرانی تشکیل شده بود که اهداف آنان ایجاد یک دولت نظامی با آرمان‌های تمامیت‌خواهی، نظامی‌گری و توسعه‌طلبی بود. این جناح هرگز سازمان یافتگی یک حزب سیاسی را نیافت و هیچ جایگاه رسمی در داخل ارتش نداشت.